# Перебийніс Петро Мусійович
Петро Мусійович Перебийніс (нар. 6 червня 1937, с. Слобода-Шаргородська Шаргородського району Вінницької області) — український поет, журналіст, громадський діяч.

## Життєпис

### Сім'я
Батько Мусій Феодосійович (1912—1954) і мати Анастасія Левківна (1916—1997) — колгоспники. Дружина Валентина Дмитрівна (1941) — геолог, старший інженер Інституту геологічних наук НАН України. Дочка Людмила (1961) — журналіст, член Національної спілки журналістів України. Син Євген (1968) — дипломат, наразі Надзвичайний і Повноважний Посол України в Чехії.

### Освіта
Закінчив Шаргородський сільськогосподарський технікум (навчався у 1952—1956 роках), здобув фах агронома-рільника. Закінчив факультет журналістики Львівського університету (навчався у 1959—1965 роках).

### Трудова діяльність
Від червня 1961 до червня 1962 року — заступник редактора, редактор районної газети «Прапор комунізму» (місто Калинівка Вінницької області).
Від червня 1962 до квітня 1964 року — кореспондент, заступник відповідального секретаря редакції газети «Вінницька правда».
Від квітня 1964 до грудня 1966 року — відповідальний секретар, заступник редактора зональної газети ЦК ЛКСМУ «Комсомольське плем'я» (Вінниця).
Від грудня 1966 до лютого 1970 — редактор обласної газети «Ровесник» (Тернопіль).
Від лютого 1970 до листопада 1973 року — інструктор, заступник завідувача відділу — завідувач сектору преси ЦК ЛКСМУ.
Від листопада 1973 до жовтня 1974 року — заступник головного редактора журналу «Дніпро».
Від жовтня 1974 до січня 1979 року — інструктор сектору художньої літератури відділу культури ЦК КПУ.
Від січня 1979 до квітня 1980 року — головний редактор Державного видавництва художньої літератури «Дніпро».
Від квітня 1980 до листопада 1981 року — головний редактор газети «Літературна Україна».
Від листопада 1981 до січня 1986 року — на творчій роботі.
Від січня 1986 до червня 2000 року — головний редактор журналу «Київ».
Від червня 2000 до листопада 2003 року — на творчій роботі.
Від листопада 2003 року до червня 2008 року — головний редактор газети «Літературна Україна».
.Володіє білоруською мовою. Захоплення: класична музика, авіація.

## Громадська діяльність
Член Центральної ревізійної комісії Спілки письменників СРСР (червень 1986 — серпень 1991 року). Секретар правління Спілки письменників України (червень 1987 — травень 1991 року). Депутат Київської міської ради народних депутатів (у 1986—1990 роках). Член редколегій газети "Літературна Україна", журналів "Київ", "Літературний Тернопіль", "Перець", "Дзвіночок". Заступник голови журі (з 1997 року), голова журі (з 2012 року) Міжнародної німецько-української премії імені Олеся Гончара. Голова журі щорічного Всеукраїнського літературного конкурсу школярів «Вірю в майбутнє твоє, Україно!» (з 1999 року).
Член президії Національної спілки письменників України (з листопада 1981 року). Член Національної ради Конгресу української інтелігенції (з 1995 року).

## Творчість
Автор збірок поезій:
- «Червоний акорд» (1971)
- «Високі райдуги» (1973)
- «Передчуття дороги» (1975)
- «Ранкові сурми» (1976)
- «Гроно вогню» (1977)
- «Червоний колір» (1977)
- «Небо твоє і земля» (1979)
- «Майдан революції» (1980)
- «Світловий рік» (1982)
- «Третя спроба» (1983)
- «Калиновый костер» (1984)
- «Пісня пам'яті» (1984)
- «Присягаю Дніпром!» (1985)
- «Срібне весілля» (1986)
- «Дар Вітчизни» (1987)
- «Точний час» (1990)
- «На світанку роси» (1996)
- «Княжа Лука» (1999)
- «Чотири вежі» (у двох томах, 2004)
- «Калинова пісня» (2004, співавтор з М.Сафоновим)
- «Пшеничний годинник» (2005)
- «Музыка грозы» (2007). Авторизований переклад російською — Володимир Родіонов
- «Цивілізація дерев» (2011). Бібліотека Шевченківського комітету
- «Тінь янгола» (2012)
- «Іменини року» (2018)

Автор п'єси «Коридор, або Червоний морок» (1995). Видано окремою книжкою під назвою «Коридор» (2009).
У передмові до нижки «Цивілізація дерев» Дмитро Павличко подає упіверсальну характеристику таланту поета: « Погляд з вічності властивий не кожному поетові. Але Перебийніс саме таким поглядом обдарований  від природи. Думаю, він це відчув ще на початку своєї творчої дороги, освоївся з небесною здатністю свого ока і це зробило його поетом. Поет відчув себе частиною свого роду, в якому він «праправнук і прапрадід водночас»... Петро Перебийніс належить до тих, хто мав достатньо життєвої сили, щоб чинити опір духовній смерті, яка загрожувала не тільки йому, а  нашому народові. І, власне, його поезія, незважаючи на свій мінорний лад, сприймається як літописання окремої людської душі і душі національної, страждань, спричирнених не тільки чужою окупацією Вітчизни, а й неволею визволених рабів, яким не потрібно ні свободи, ні мови, ні історії України, а тільки її багатства та слухняності.Читаю Петра Перебийноса. Це — Поет».
У статті «Мойсеєва криниця — криниця для Мойсея» Іван Драч писав: «Перебийноса знаю ціле життя. Вражав і вражає своєю цільністю, цілеспрямованістю, організованістю. Спершу думав так написати, і вже був написав, — Петро схожий на підбитого птаха. А згодом роздумав. І написав би так: «Петро схожий на птаха, якого намагалися підбити, але який вижив, і не здався, і живе».
У передмові до дилогії «Чотири вежі» Михайло Слабошпицький визначає найприкметніші ознаки Перебийносової поезії: «Домежний лаконізм (іноді навіть здається, що він сповідує естетику й поетику літературного мінімалізму), світлий мінор і та ненав'язлива сумна іронія, що більше характерна для стоїків, які вже не чекають від життя великої радості, однак і не заламують у відчаї руки… Поет говорить гідно. Спокійно. Стримано. Стисло…»
Член Національної спілки журналістів України (з 1962 року), Національної спілки письменників України (з 1973 року).

## Нагороди, звання, премії
- Заслужений журналіст України (6 червня 1997) — за вагомий особистий внесок у розвиток української журналістики, високу професійну майстерність.
- Заслужений діяч мистецтв України (2004).
- Лауреат премій:
  - імені Миколи Островського (1979),
  - «Благовіст» (1997),
  - імені братів Богдана і Лева Лепких (1998),
  - імені Володимира Свідзінського (2003),
  - імені Олекси Гірника (2005),
  - імені Дмитра Нитченка (2006),
  - Всеукраїнська літературна премія імені Михайла Коцюбинського (2007),
  - Фонду Воляників-Швабінських при Фундації Українського вільного університету в Нью-Йорку (2005),
  - Міжнародного фестивалю сучасної української пісні «Пісенний вернісаж» (1995, у співавторстві з Олександром Білашем),
  - Національна премія України імені Тараса Шевченка (2008) — за збірку поезій «Пшеничний годинник»,
  - Літературна премія імені Анатолія Бортняка (2014).
  - Всеукраїнська літературно-мистецька премія УФК "Шануймо рідне..." імені Данила Бакуменка (2018).
- Відмінник освіти України (1998).
- Медаль «За трудову доблесть» (1986).
- Грамота Президії Верховної Ради УРСР (1987).
- Орден Святого Рівноапостольного князя Володимира Великого III ступеня (2004).
- Орден Святого Миколая Чудотворця (2006).
- Орден святих Кирила і Мефодія (2007).
- Почесна відзнака "Георгія Переможця" ІІ ступеню (2018).
- Орден князя Ярослава Мудрого V ступеня (22 червня 2007) — за вагомий особистий внесок у розвиток конституційних засад української державності, багаторічну сумлінну працю, високий професіоналізм та з нагоди Дня Конституції України [2].
- Літературно-мистецька премія імені Володимира Забаштанського (2019).[3]